# Spierdystrofie van Becker
De spierdystrofie van Becker (BMD) is een erfelijke spierziekte bij jongens. Grofweg is het een spierziekte die lijkt op een duchennedystrofie (ziekte van Duchenne), maar meestal milder verloopt. De spierdystrofie van Becker treedt meestal later op (gemiddeld rond het 12e levensjaar, variërend tussen de 5 en 30 jaar) en het spierverval is trager dan bij de ziekte van Duchenne. Er zijn echter ook vormen van BMD die wel een ernstig beloop hebben. De naamgever, dr. Peter Emil Becker, heeft dit ziektebeeld in 1955 voor het eerst beschreven.

## Namen
Behalve spierdystrofie van Becker of becker(spier)dystrofie worden ook andere namen gebruikt. Ten onrechte wordt de naam ziekte van Becker weleens gebruikt, maar dit is een andere ziekte. De Engelse benaming van de spierdystrofie van Becker is BMD (Becker Muscular Dystrophy). In dit overzicht wordt verder de term BMD gebruikt.

## Algemeen
BMD is een erfelijke overdraagbare neuromusculaire ziekte behorend bij de groep spierziekten in engere zin. Er is een geslachtsgebonden overerving (jongens krijgen de ziekte, meisjes zijn draagster). Het eiwit nodig voor de structuur en opbouw van spieren, dystrofine genaamd, is defect met als resultaat een afwijkende spieropbouw: dit geeft spierdystrofie. Bij de ziekte van Duchenne ontbreekt het dystrofine-eiwit (vrijwel) geheel. Spierdystrofie van Becker komt bij 1/20.000(cijfers uit Nederland) jongens voor en spierdystrofie van Duchenne komt bij 1/4.000 jongens voor

## Symptomen
De eerste verschijnselen ontstaan doorgaans tussen het 10de en 20ste levensjaar. Een belangrijke is spierpijn, bijvoorbeeld na geringe inspanning, die steeds terugkerend is. Soms kan er spierverval ontstaan, wat rode urine (Myoglobinurie) kan geven. Verder spierkrampen en spierzwakte (later symptoom). Vaak zijn deze kinderen onhandig (met name waggelend looppatroon) en vallen regelmatig. In het begin is het zeer lastig onderscheid te maken met gewone spierpijn, krampen of onhandigheid. Vooral de proximale spieren (dicht bij de romp) zijn aangedaan: bovenbenen en bovenarmen. Naast de gewone spieren kan ook het hart zijn aangedaan. Hiervoor is regelmatige controle door een cardioloog noodzakelijk. BMD geeft zeer vaak aantasting van het hart op lange termijn (cardiomyopathie: de dilaterende vorm). Dit geeft kans op hartfalen en hartritmestoornissen.
Vrouwelijke draagsters van het gen kunnen ook symptomen hebben zoals spierkrampen en spierzwakte (bij ongeveer 20% van de draagsters). Daarnaast treedt in ongeveer 15% aantasting van het hart op, draagsters dienen dan ook regelmatige controle van het hart te krijgen.
BMD kan bij algehele anesthesie maligne hyperthermie geven, een levensbedreigende aandoening. Patiënten met BMD moeten dit bij alle operaties vermelden aan de arts.

## Diagnose
De eerste aanwijzing wordt vaak via het bloed verkregen: het creatinekinase (CK) is extreem verhoogd. De waarde bedraagt enkele duizenden (2000-12000) in plaats van maximaal 200. De belangrijkste bijdrage aan de diagnose vormt het DNA-onderzoek gericht op spierdystrofie. Dit onderzoek duurt vaak enkele maanden en wordt in het LUMC (Leids Universitair Medisch Centrum) verricht. Tevens kan een spierbiopt nodig zijn (met een speciale kleuring op het dystrofine-eiwit). Verder wordt soms een elektromyogram (EMG) gemaakt. Bij draagsters is in ongeveer 30% van de gevallen een verhoogd creatinekinase aanwezig. Er wordt ook standaard een hart-ECHO en een elektrocardiogram (ECG) gemaakt.

## Indeling van spierziekten
BMD is een spierziekte. BMD behoort tot de groep spierziekten in engere zin, met als subgroep de spierdystrofieën (dystrofinopathieën). De andere spierziekten horend bij deze subgroep van spierdystrofieën zijn de duchennedystrofie (ziekte van Duchenne); de oculofaryngeale dystrofie, de limb-girdle dystrophy en de Facio-scapulo-humerale dystrofie (FSHD, ziekte van Landouzy-Dejerine). De groep spierziekten in engere zin bevatten naast de dystrofieën ook de myotonieën (bijvoorbeeld de ziekte van Steinert) en de myopathieën (zoals de ziekte van Pompe).

## Erfelijkheid
De ziekte is overerfbaar via het geslachts- of X-chromosoom, wat betekent dat met name jongens de ziekte krijgen en meisjes draagster zijn. Zie ook het stukje over erfelijkheid bij de ziekte van Duchenne. In een derde van de gevallen is er sprake van een nieuwe mutatie (spontane mutatie), waarbij de ziekte dus niet eerder in de familie is voorgekomen. Een jongetje met BMD kan dan de ziekte ook weer doorgeven: dochters worden draagsters, zonen zijn gezond (want die krijgen de Y van de vader). Het afwijkende gen (stukje erfelijk materiaal, wat het maken van het dystrofine-eiwit verzorgt) zit op chromosoom Xp2i. Het wordt het dystrofine-gen genoemd. Bij de spierdystrofie van Duchenne ontbreekt het eiwit (vrijwel) volledig doordat het gen geen product aflevert. Bij BMD is het eiwit abnormaal, maar wel aanwezig. Soms is het afwijkende gen niet met DNA-onderzoek aan te tonen, terwijl het wel een BMD kan zijn. Bij een zwangerschap van een moeder die draagster is kan prenatale diagnostiek worden uitgevoerd. Het is mogelijk met een vlokkentest na ongeveer 11 weken zwangerschap het defecte gen aan te tonen met behulp van DNA-onderzoek.

## Behandeling (therapie)
Er is geen behandeling om de oorzaak (het defecte eiwit dystrofine) te herstellen. Bij de ziekte van Duchenne wordt momenteel bij patiënten (geselecteerde gevallen) onderzocht of van een afwezig eiwit een iets defect eiwit gemaakt kan worden. Een duchenne kan dan een becker worden. Deze techniek heet exon-skipping. De behandeling is dus symptomatisch en gericht op klachten: hulpmiddelen als een rolstoel, revalidatie, fysiotherapie en dergelijke. Verder kan een cardioloog eventueel gericht medicatie voorschrijven als het hart is aangedaan. Het effect van corticosteroïden zoals Prednison wordt onderzocht. Er zitten veel bijwerkingen aan die het gebruik beperken, daar het voordeel niet onomstotelijk bewezen is.

## Beloop en prognose
De ziekte BMD wordt tussen de 5 en 30 jaar (gemiddeld 12-jarige leeftijd) ontdekt. De levensverwachting wordt met name bepaald door de ernst van het aangedaan zijn van het hart. De spierzwakte geeft soms ademhalingsproblemen op zeer lange termijn. Bij de ziekte van Duchenne spelen ademhalingsproblemen een veel prominentere rol. Er is een zeer wisselend beloop, waarbij men gemiddeld rond het 25e levensjaar in een rolstoel zit, maar er zijn ook gevallen van patiënten die nooit rolstoelafhankelijk worden.